# Cheshire Cat
《Cheshire Cat》은 1995년 2월 17일, 카고 뮤직이 발매한 미국의 펑크 록 밴드 블링크-182의 데뷔 스튜디오 음반이다. 기타리스트 톰 델론지, 베이시스트 마크 호퍼스, 드러머 스콧 레이너로 구성된 이 3인조는 1992년에 결성되어 샌디에이고에 기반을 둔 카고 레이블에 깊은 인상을 준 3개의 데모를 녹음했다. 게다가, SOMA와 같은 장소에서 불손한 지역 라이브 공연으로 그들의 명성은 다른 장르로 확장하려는 레이블에게 경종을 울렸다.
카고는 여전히 음반을 녹음하기 위해 며칠 이상의 자금을 제공할 수 있는 위치에 있지 않았고, 그래서 밴드는 캘리포니아주 로스앤젤레스의 웨스트비치 레코더에서 프로듀서인 오티스 바르톨라뮤와 재정적인 제약 하에 음반을 녹음했다. 텐 풋 폴 멤버 스티브 크라박은 이 녹음을 조작했고 이 트리오에게 추가적인 오버더빙을 녹음하라고 충고했다. 이에 따라, 밴드는 캘리포니아의 더블타임 스튜디오 산티에서 몇 개의 트랙을 재녹음하는데 일주일을 더 보냈다. 이 음반은 원래 블링크라는 밴드의 이름으로 발매되었는데, 같은 이름의 아일랜드 밴드가 법적 조치를 위협했고, 그 후 밴드는 이름 끝에 "-182"를 추가했다.
캘리포니아에서 펑크 록을 위한 획기적인 해 동안 발매된 이 음반은 샌디에고 스케이트 펑크 장면 안팎에서 밴드를 크게 성공시켰다. 〈M+M's〉와 〈Wasting Time〉은 싱글로 발매되어, 라디오 플레이를 통해 현지에서 인기를 얻었다. 밴드는 음반을 지지하기 위해 열심히 순회 공연을 했는데, 가장 두드러진 것은 1995년 GoodTimes Tour에서였다. 《Cheshire Cat》은 밴드와 팬들에 의해 상징적인 음반으로 인용되고 있으며, 2001년 현재 250,000장 이상이 팔렸다.

## 배경
1992년 결성된 샌디에이고의 3인조 블링크-182는 Lo-Fi 데모를 녹음해 현지 음반 판매점과 콘서트에서 처음 홍보했다. 세 사람은 마침내 SOMA와 같은 지역 공연장에서 콘서트를 열었고, 이것은 지역 독립 음반사인 카고 뮤직에 경종을 울렸다. 카고는 특별히 번창하지는 않았지만 여전히 몇몇 스케이트 펑크 연주를 연출한 샌디에고 음악계의 중심에 있었다. 이 3인조의 데모 《Buddha》에 자금을 대고 호푸스의 전 보스였던 팻 시코르는 카고 중역들을 아는 룸메이트를 통해 블링크의 카고로의 이주를 지지했다. 카고 뮤직 소속 밴드 플루프의 기타리스트인 오티스 바르톨라뮤는 젊은 밴드의 가능성을 보고 처음부터 이들을 몰아붙였다. 카고 뮤직의 사장인 에릭 구디스는 다른 스타일의 음악을 통합하여 레이블을 다양화하기를 원했다. 그의 아들 브람 구디스는 블링크와 그들의 남부 캘리포니아 펑크 스타일은 이 법안에 적합하다고 생각했고 그의 아버지가 테이프를 듣도록 격려했다. 바르톨라뮤와 브람 굿은 함께 에릭 구디스를 설득하여 밴드의 라이브 공연에 참석하게 했다.

## 커버 아트

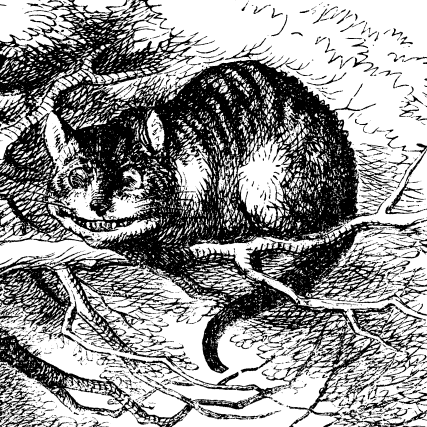
이 음반은 루이스 캐럴의 소설 《이상한 나라의 앨리스》에 나오는 체셔 고양이의 이름을 따서 붙여졌다.

음반의 타이틀과 커버 아트는 델론지가 구입한 달력에서 유래했다. 그 밴드의 첫 해에 그의 하루 일은 콘크리트 봉지를 운반하는 것이었다. 공업단지 창고에서 일하는 동안, 집집마다 드나드는 외국인 세일즈맨이 고양이 사진을 보여주는 달력을 들고 그에게 다가왔다. 델론지는 박자가 맞지 않는 달력을 발견해 루이스 캐럴의 소설 《이상한 나라의 앨리스》에 나오는 유명한 캐릭터에 강렬한 눈빛을 가진 시암고양이의 사진을 비유한 호퍼스의 모습을 보여줬다. 밴드의 사진 사용 요청은 달력 회사에 의해 거부되었지만, 밴드는 카고 미술부를 고용하여 밴드가 저작권 침해로부터 안전할 때까지 사진을 컴퓨터로 강화했다. 델론지는 2020년에 "역대 최악의 음반 커버"라고 농담을 했다.

## 곡 목록
모든 곡들은 톰 델론지와 마크 호퍼스에 의해 작사/작곡하였다.
| #   | 제목                      | 리드 보컬      | 재생 시간 |
| --- | ------------------------- | -------------- | --------- |
| 1.  | 〈Carousel〉              | 델론지         | 2:27      |
| 2.  | 〈M+M's〉                 | 호퍼스         | 2:40      |
| 3.  | 〈Fentoozler〉            | 호퍼스         | 2:05      |
| 4.  | 〈Touchdown Boy〉         | 델론지         | 3:11      |
| 5.  | 〈Strings〉               | 호퍼스         | 2:26      |
| 6.  | 〈Peggy Sue〉             | 델론지         | 2:38      |
| 7.  | 〈Sometimes〉             | 호퍼스         | 1:09      |
| 8.  | 〈Does My Breath Smell?〉 | 델론지         | 2:38      |
| 9.  | 〈Cacophony〉             | 호퍼스         | 3:06      |
| 10. | 〈TV〉                    | 호퍼스         | 1:42      |
| 11. | 〈Toast and Bananas〉     | 델론지         | 2:43      |
| 12. | 〈Wasting Time〉          | 호퍼스         | 2:49      |
| 13. | 〈Romeo and Rebecca〉     | 델론지         | 2:34      |
| 14. | 〈Ben Wah Balls〉         | 델론지         | 3:56      |
| 15. | 〈Just About Done〉       | 호퍼스, 델론지 | 2:16      |
| 16. | 〈Depends〉               | 호퍼스, 델론지 | 2:51      |

## 인증
| 국가                       | 인증 | 판매량/출하량 |
| -------------------------- | ---- | ------------- |
| 영국 (BPI)                 | 실버 | 60,000^       |
| ^출하량을 기반으로 한 인증 |      |               |